# Short Sunderland
Short S.25 Sunderland je bil štirimotorni patruljni bombnik, ki ga je razvil britanski Short Brothers za Kraljeve letalske sile (RAF). Prvič je poletel oktobra 1937 in se je široko uporabljal v drugi svetovni vojni. Pozneje se je uporabljal tudi v korejski vojni. V RAF je bil v uporabi do leta 1959, na Novi Zelandiji (RNZAF) pa do leta 1967. Poimenovan je po kraju Sunderland v severnovzhodni Angliji. Deloma je zasnovan na podlagi letečega čolna S.23 Empire. 
Nekaj letal so kasneje predelali v potniške Short Sandringhame, ki so bili v uporabi do leta 1974. 

## Specifikacije (Sunderland III)
Podatki iz Jane's Fighting Aircraft of World War II; Bridgman 1946, p. 137.
Splošne karakteristike
- Posadka: 9-11
- Dolžina: 85 ft 4 in (26,0 m)
- Razpon kril: 112 ft 9½ in (34,39 m)
- Višina: 32 ft 10½ in (10 m)
- Površina kril: 1487 ft² (138 m²)
- Teža praznega letala: 34500 lb (15663 kg)
- Naložena teža: 58000 lb (26332 kg)
- Pogon letala: 4 ×  9-valjni zvezdasti motor Bristol Pegasus XVIII, 1065 KM (794 kW)  vsak

 Zmogljivost 
- Maks. hitrost: 210 mph (336 km/h) na višini 6.500 ft (2.000 m)
- Potovalna hitrost: 178 mph (285 km/h) na višini 5.000 ft (1.500 m)
- Hitrost porušitve vzgona: 78 mph (125 km/h)
- Doseg: 1780 milj (2848 km)
- Višina leta: 16000 ft (4880 m)
- Hitrost vzpenjanja: 720 ft/min (3,67 m/s)
- Obremenitev kril: 39 lb/ft² (191 kg/m²)
- Razmerje moč/teža: 0,073 KM/lb (0,121 kW/kg)

Oborožitev

- Strelno orožje: 

  - 16× 7,7 mm M1919 Browning strojnice
  - 2× M2 Browning (12,7 mm) strojnici
- Bombe: bombe, globinske bombe, mine